# Манфред фон Кіллінгер
Барон Карл Теодор Герман Манфред фон Кіллінгер (нім. Karl Theodor Hermann Manfred Freiherr von Killinger; 14 липня 1886, Носсен — 2 вересня 1944, Бухарест) — німецький офіцер, дипломат і партійний діяч НСДАП, капітан-лейтенант кайзерліхмаріне, обергруппенфюрер СА.

## Біографія
У 1904 році вступив на флот кадетом. Учасник Першої світової війни, командував торпедними катерами. З 1919 року — член Добровольчого корпусу; командир батальйону морської бригади Ергардта. Один з творців СА. Член НСДАП (1927), увійшов до складу вищого керівництва СА. У 1933—1935 роках — міністр-президент Саксонії. На цій посаді брав участь в арешті своїх колишніх колег по СА під час Ночі довгих ножів. З 1934 року — депутат рейхстагу від Дрездена. З 1935 року — на дипломатичній службі; деякий час перебував у складі посольства в Бухаресті. У 1936-38 роках — генеральний консул в Сан-Франциско. У 1938-40 роках — в центральному апараті МЗС. З липня 1940 року — посланник в Братиславі. З 3 лютого 1941 німецький посол в Бухаресті. Після того, як радянські війська підійшли до Бухаресту, наклав на себе руки в будівлі німецького посольства.

## Нагороди
- Залізний хрест
  - 2-го класу
  - 1-го класу (червень 1916)
- Орден Альберта (Саксонія), лицарський хрест 1-го класу з мечами
- Військовий Хрест Фрідріха-Августа (Ольденбург) 2-го (із застібкою «Перед ворогом») і 1-го класу
- Відзнака 2-ї морської бригади «Ергардт»
- Сілезький Орел 2-го і 1-го ступеня з мечами
- Німецький імперський спортивний знак в бронзі
- Почесний громадянин міста Носсен (24 березня 1933)
- Золотий партійний знак НСДАП (1933)
- Орден дому Саксен-Ернестіне, командорський хрест 1-го класу з мечами (1933) — вручений герцогом Карлом Едуардом Саксен-Кобург-Готським.
- Почесний кинджал СА (3 лютого 1934)
- Почесний кут старих бійців
- Почесний хрест ветерана війни з мечами
- Почесна пов'язка СА
- Почесний партійний знак «Нюрнберг 1929»
- Знак учасника зльоту СА в Брауншвейзі 1931
- Медаль «За вислугу років у НСДАП» в бронзі та сріблі (15 років)
- Орден Словацького хреста, офіцерський хрест
- Орден Зірки Румунії, великий хрест (8 січня 1941) — вручений королем Міхаєм I.